# Dr. Carl Mortner
Dr. Carl Mortner aka Hans Glaub é uma personagem do filme 007 Na Mira dos Assassinos, décimo-quarto da série cinematográfica de James Bond e último com Roger Moore no papel do espião britânico.

## Características
Mortner é um ex-médico nazista - quando chamava-se Hans Glaub - pioneiro no campo do desenvolvimento humano com o uso de esteróides. Durante a era nazista na Alemanha, ele realizava suas experiências em fetos uterinos às custas de mulheres e crianças judias dos campos de concentração. Incubido da missão de usar esteróides pra criar uma super raça de humanos, a derrota alemã e o fim da II Guerra Mundial o transformaram numa valiosa presa de guerra, capturada pelos soviéticos.
Apesar da maioria dos fetos fecundados por Glaub terem sido abortados, um pequeno número deles sobreviveu com duas características: um grande Q.I. e psicopatia desenvolvida. Sua melhor 'criação' foi Max Zorin, um alto, loiro e elegante industrial, um verdadeiro psicopata ariano bem sucedido, de quem Graub transforma-se numa figura paterna.

## Filme
Vivendo, fazendo pesquisas na União Soviética e trabalhando para a KGB, agora com o nome de Carl Mortner, ele tem a permissão de 'fugir' para o Ocidente, de maneira a que possa ser útil à espionagem russa no Oeste. Levando com ele Zorin, a quem criou, ele vê o crescimento de seu pupilo, que se transforma num homem de negócios de sucesso, e o ajuda a fraudar corridas de cavalo, usando chips que contém esteróides, inoculados no organismo dos animais.
Mortner encontra seu fim depois da luta final entre 007 e Zorin, no alto da ponte Golden Gate, em San Francisco. Os dois lutam, enquanto o zeppelin em que os vilões estão encontra-se preso por um cabo no alto da ponte. Quando Bond consegue jogar Zorin para a morte espaço abaixo, Mortner tenta matá-lo com bananas de dinamite, mas Bond solta o cabo que prende a aeronave nas grades da ponte, e o solavanco faz o cientista perder o equilíbrio, caindo com a dinamite dentro da gôndola. O explosivo detona e Mortner é feito em pedaços junto com o zeppelin.